# Рудолф Шарпинг
Рудолф Шарпинг (на немски: Rudolf Scharping) е политик от Германската социалдемократическа партия (ГСДП).

## Биография
Роден е на 2 декември 1947 г. в Нидерелберт, Рейнланд-Пфалц. Следва право и социология в Бонския университет, след което се занимава с политика.
От 1991 до 1994 г. е министър-председател на провинция Рейнланд-Пфалц, а от 1993 до 1995 година оглавява ГСДП. От 1995 до 2001 г. е председател на Партията на европейските социалисти. През 1998-2002 г. е министър на отбраната в правителството на Герхард Шрьодер.
Оттегля се от поста и от политическия живот след поредица скандали.